# Manuel de Anchorena
Manuel Norberto José de Anchorena (Buenos Aires, 3 de junio de 1933-Estancia La Corona, 24 de mayo de 2005) fue un estanciero y político argentino, que se desempeñó como embajador ante el Reino Unido durante el tercer peronismo.

## Biografía
Estanciero de la provincia de Buenos Aires, provenía del nacionalismo y se acercó a la derecha peronista, siendo adherente del revisionismo histórico y admirador de Juan Manuel de Rosas. En los años 1960 y 1970, fue fundador y presidente de entidades de carácter rosista como la Confederación Gaucha Argentina, del Movimiento de la Juventud Federal (en 1971), y del Centro Federal, como así también del Centro de Planeamiento Bonaerense y del Círculo de Caza Mayor. Además integró el Instituto de Investigaciones Históricas Juan Manuel de Rosas.
En 1972 fue delegado al congreso del Partido Justicialista (PJ) de la provincia de Buenos Aires y fue congresal nacional del partido. También fue nominado candidato a gobernador bonaerense, acompañado por el metalúrgico Luis Herrero, contra el dirigente de la izquierda peronista Oscar Bidegain (pese a que Perón había solicitado listas únicas). La fórmula de Anchorena fue aclamada en un congreso partidario con apoyo sindical, hasta que el Consejo Superior del Movimiento Nacional Justicialista lo expulsó del partido, acusándolo de «graves actos de indignidad» y de «contravenir las expresas disposiciones del Movimiento y de Perón», interviniendo además el PJ provincial.
Fue nombrado embajador en el Reino Unido por Perón el 20 de noviembre de 1973, ocupando el cargo desde mayo de 1974 hasta marzo de 1976. Tenía a su cargo concretar las negociaciones para la transferencia de soberanía de las islas Malvinas. Además estuvo al frente de la comisión nacional de repatriación de los restos de Rosas, cuyas gestiones comenzaron a raíz de conversaciones entre Anchorena y Juan Domingo Perón, aprobándose al respecto una ley en 1974. Al año siguiente, el Ministerio de Relaciones Exteriores decidió suspender el proceso de repatriación.
En octubre de 1975 fue llamado por el gobierno de María Estela Martínez de Perón para consultas en Buenos Aires. Durante su estancia en Argentina se produjo el golpe de Estado del autodenominado Proceso de Reorganización Nacional el 24 de marzo de 1976, que lo removió del cargo. Pudo regresar a Londres, pero el encargado de negocios Rafael Gowland le quitó su pasaporte diplomático. No se le permitió presentar su carta de despido a la reina Isabel II, ni solicitar una audiencia de despedida privada con la monarca, actividades usuales de los embajadores que finalizan sus misiones.
A comienzos del gobierno de Carlos Menem, integró la comisión oficial que se encargó de la repatriación de los restos de Rosas (que se concretó en 1989), encabezada por Julio Mera Figueroa. En las elecciones provinciales de 1999, integró la lista a diputados nacionales por Unidad Bonaerense, acompañando al candidato a gobernador Luis Patti.
Falleció en mayo de 2005 a los 71 años en la Estancia La Corona, en el partido de Chascomús (provincia de Buenos Aires), siendo sus restos sepultados en el cementerio de La Recoleta.

## Obra
- La repatriación de Rosas (Distribuidora y Editora Theoría, 1990).[6]